# Velká Hleďsebe
Velká Hleďsebe (en allemand : Groß Sichdichfür) est une commune du district de Cheb, dans la région de Karlovy Vary, en République tchèque. Sa population s'élevait à 2 402 habitants en 2025.

## Géographie
Velká Hleďsebe se trouve immédiatement à l'ouest de Mariánské Lázně, à 26 km au sud-est de Cheb, à 34 km au sud-sud-ouest de Karlovy Vary et à 128 km à l'ouest de Prague.
La commune est limitée par Valy au nord, par Mariánské Lázně à l'est, par Drmoul au sud et par Tři Sekery à l'ouest.

## Histoire
La première mention écrite de la localité date de 1587.